# NGC 3532
NGC 3532 is een open sterrenhoop in het sterrenbeeld Kiel. Het hemelobject ligt 1321 lichtjaar van de Aarde verwijderd en werd in 1751 ontdekt door de Franse astronoom Nicolas Louis de Lacaille.

## Synoniemen
- OCL 839
- ESO 128-SC31